# ۷۰۰ (میلادی)
۷۰۰ (میلادی) هفتصد مین سال تقویم میلادی است.

## درگذشتگان
‎